# Chaabi
Chaabi (Egyptisch-Arabisch: شعبي; sha'bi), in mindere mate gespeld als shaabi, is een Egyptisch muziekgenre. Het is een vorm van energieke populaire volksmuziek die in de tweede helft van de 20e eeuw voortkwam uit baladi, de Egyptische buikdansmuziek. De muziekstijlen van de Algerijnse chaabi en Marokkaanse chaabi zijn, hoewel ze dezelfde naam hebben, andere en oudere muziekgenres.
Het woord chaabi betekent 'van het volk'. Het is ontstaan in Caïro in de jaren zeventig van de 20e eeuw, als een nieuwe vorm van stadsmuziek om de moeilijkheden en frustraties van Egyptenaren uit te kunnen drukken. Een voorbeeld is het nummer 'Ana bakrah Israel' (Arabisch voor 'Ik haat Israël'), waar Shaaban Abdel Rahim in 2000 mee doorbrak. Het veroorzaakte controverse door één regel in het refrein, "Maar ik hou van Amr Moussa", verwijzend naar de Egyptische politicus Amr Moussa. De teksten binnen dit genre zijn echter niet altijd politiek getint, maar bevatten ook humor en dubbelzinnigheid.
De meest recente nieuwe ontwikkeling in de chaabi-scene is mahraganat, in het Westen beter bekend als electro chaabi. Dit muziekgenre, dat als 'luid', 'rommelig' en zelfs 'vulgair' wordt gezien, onderscheidt zich door de combinatie van chaabi met EDM, hiphop en reggaeton. Hoewel dit genre in het begin van de 21e eeuw ontstond, kreeg het tijdens de Egyptische Revolutie van 2011 pas landelijke bekendheid. Over deze ontwikkeling verscheen in 2013 de documentaire Electro Chaabi. In Nederland kreeg de moderne variant van het muziekgenre echter bekendheid door de Nederlandse band Cairo Liberation Front.